# Andrzej Duda
Andrzej Sebastian Duda (phát âm tiếng Ba Lan: ['andʐɛj sɛˈbastjan ˈduda]; sinh ngày 16 tháng 5 năm 1972) là một luật sư và chính trị gia người Ba Lan, người đã giữ chức vụ Tổng thống Ba Lan từ năm 2015. Trước khi đảm nhiệm chức vụ tổng thống, ông đã được bầu vào Thượng viện từ năm 2011 đến năm 2014 và Nghị viện Châu Âu từ năm 2014 đến năm 2015.
Duda là ứng cử viên tổng thống của đảng Luật pháp và Công lý (PiS) trong cuộc bầu cử tổng thống năm 2015 vào tháng 5 năm 2015. Trong vòng bỏ phiếu đầu tiên, Duda nhận được 5.179.092 phiếu - 34,76% số phiếu hợp lệ. Trong vòng bỏ phiếu thứ hai, ông chính thức nhận được 51,55% phiếu bầu, đánh bại tổng thống đương nhiệm Bronisław Komorowski, người nhận được 48,45% phiếu bầu. Vào ngày 26 tháng 5 năm 2015, Duda từ bỏ tư cách đảng viên của mình sau khi trở thành Tổng thống đắc cử.
Vào ngày 24 tháng 10 năm 2019, ông nhận được sự ủng hộ chính thức từ PiS trước chiến dịch tái tranh cử vào năm 2020. Ông đã về nhất ở vòng đầu tiên và sau đó đánh bại Rafał Trzaskowski trong trận vượt cạn với 10.440.648 phiếu bầu, tương đương 51,03% phiếu bầu.

## Tiểu sử và giáo dục
Duda sinh ngày 16 tháng 5 năm 1972 tại Kraków là con Janina Milewska và Jan Tadeusz Duda, giáo sư tại Đại học Khoa học và Công nghệ AGH. Ông nội của ông đã chiến đấu trong Chiến tranh Ba Lan - Liên Xô và sau đó là một thành viên của Quân đội Ba Lan trong Chiến tranh Thế giới thứ hai.
Từ năm 1987 đến năm 1991, Duda theo học tại trường trung học Jan III Sobieski, Kraków, nơi ông theo học ngành Nhân văn. Sau đó, ông theo học luật tại Đại học Jagiellonian. Tháng 10 năm 2001, có bằng Thạc sĩ Luật, ông được bổ nhiệm làm trợ lý nghiên cứu tại Khoa Luật Hành chính của Khoa Luật và Hành chính Đại học Jagiellonian. Vào tháng 1 năm 2005, Duda cũng lấy bằng Tiến sĩ Luật (LL.D.) tại Đại học Jagiellonian. Do những phức tạp trong sự nghiệp chính trị của mình, ông hầu như đã nghỉ không lương kể từ tháng 9 năm 2006, ngoại trừ khoảng thời gian 13 tháng bắt đầu từ tháng 9 năm 2010, khi ông trở lại trường đại học. Ngoài ra, Duda còn làm giảng viên tại Trường Cao đẳng Giáo dục và Hành chính Mieszko I ở Poznań.

## Sự nghiệp chính trị

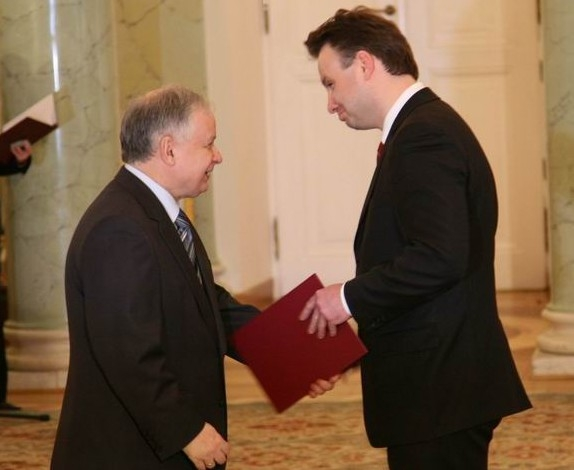
Cựu Tổng thống Lech Kaczyński bổ nhiệm Duda vào chính phủ, ngày 16 tháng 1 năm 2008

Duda bắt đầu sự nghiệp chính trị của mình với Đảng Liên minh Tự do hiện đã không còn tồn tại vào đầu những năm 2000. Sau cuộc bầu cử quốc hội năm 2005, ông gia nhập Đảng Luật pháp và Công lý (PiS). Từ năm 2006 đến năm 2007, Duda là thứ trưởng của Bộ Tư pháp. Sau đó, từ năm 2007 đến năm 2008, Duda là thành viên của Tòa án Nhà nước Ba Lan.
Từ năm 2008 đến năm 2010, trong nhiệm kỳ tổng thống của Lech Kaczyński, Duda là thứ trưởng của nhà nước trong Phủ Thủ tướng của Tổng thống Cộng hòa Ba Lan. Năm 2010, ông là ứng cử viên để trở thành Thị trưởng Kraków nhưng không thành công với tư cách là ứng cử viên của PiS, nhưng đã thành công hơn trong cuộc bầu cử quốc hội năm 2011, nơi ông nhận được 79.981 phiếu bầu cho khu vực Kraków và do đó trở thành thành viên của Sejm (Quốc hội Ba Lan).
Vào tháng 9 năm 2013, tạp chí tin tức Polityka đã khen ngợi Duda là một trong những thành viên tích cực nhất của quốc hội vào thời điểm đó, mô tả ông là người cởi mở trước các lập luận của phe đối lập và kiềm chế trước các cuộc tấn công cá nhân, như một phần vai trò của ông tại Ủy ban Hiến pháp. Trách nhiệm, mặc dù sau đó ông bị buộc tội hạn chế nghiêm trọng tự do ngôn luận và truyền thông trong nhiệm kỳ tổng thống của mình. Duda vẫn là thành viên của Thượng viện cho đến khi ông được bầu vào Nghị viện châu Âu vào năm 2014.

### Tranh cử Tổng thống 2015
Khi nhiệm kỳ tổng thống đầu tiên của Bronisław Komorowski sắp kết thúc, Komorowski tái tranh cử trong một cuộc bầu cử tổng thống năm 2015. Duda là đối thủ của Komorowski trong cuộc bầu cử.
Trong vòng đầu tiên của cuộc bầu cử tổng thống năm 2015, Duda về nhất, nhận được 5.179.092 phiếu bầu và chiếm 34,76% số phiếu bầu hợp lệ.
Trong vòng thứ hai, Duda chiếm 51,55% phiếu bầu so với 48,45% cổ phần của đối thủ, tổng thống đương nhiệm Bronisław Komorowski khi đó. Ngày 26 tháng 5 năm 2015, ông chính thức thôi đảng viên.

### Tái đắc cử năm 2020
Trong vòng đầu tiên của cuộc bầu cử tổng thống năm 2020, Duda dường như đứng đầu, nhận được gần 44% số phiếu bầu. Thị trưởng Warsaw Rafał Trzaskowski đứng thứ hai, chỉ với hơn 30% phiếu bầu. Vòng thứ hai diễn ra vào ngày 12 tháng 7. Duda đã thắng trong cuộc tái cử trong gang tấc trước Trzaskowski ở vòng thứ hai. Ông nhận được 51% phiếu bầu so với 49% của Trzaskowski.

## Tổng thống Ba Lan (2015–nay)

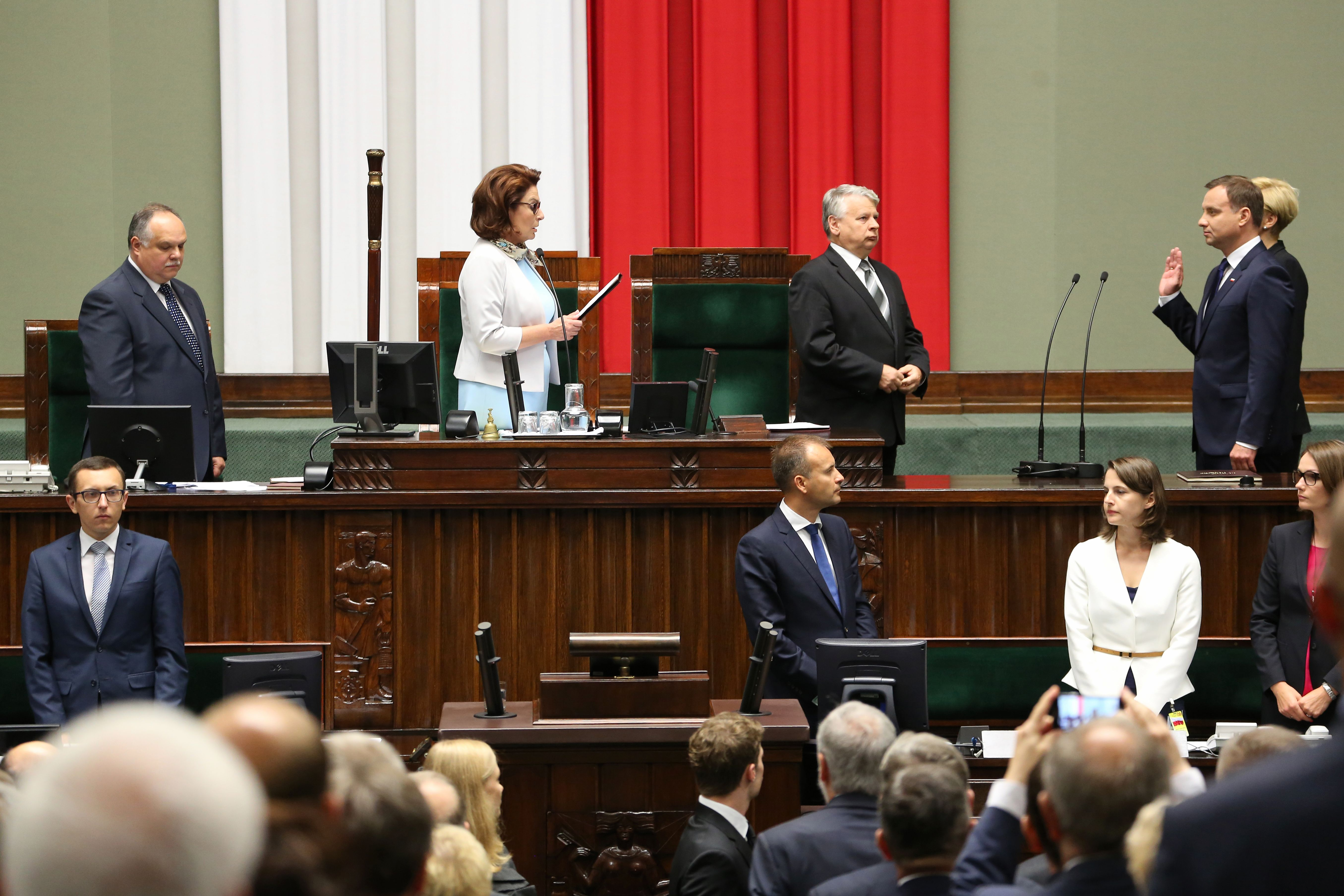
Andrzej Duda tuyên thệ nhậm chức, 6 tháng 8 năm 2015

Nhiệm kỳ 5 năm của Andrzej Duda bắt đầu vào ngày 6 tháng 8 năm 2015 với việc tuyên thệ nhậm chức trong một kỳ họp Quốc hội.
Duda bác bỏ đề xuất của Liên minh châu Âu về hạn ngạch người di cư để phân bổ lại những người xin tị nạn, ông nói: "Tôi sẽ không đồng ý với mệnh lệnh của kẻ mạnh. Tôi sẽ không ủng hộ một châu Âu nơi lợi thế kinh tế về quy mô dân số sẽ là một lý do, buộc các giải pháp đối với các quốc gia khác bất chấp lợi ích quốc gia của họ ".
Vào tháng 9 năm 2015, Thủ tướng Ewa Kopacz tuyên bố rằng Ba Lan, như một biểu hiện của "tình đoàn kết châu Âu", sẽ tiếp nhận 2.000 người trong vòng hai năm tới, chủ yếu từ Syria và Eritrea (trong số 3.700 yêu cầu ban đầu).

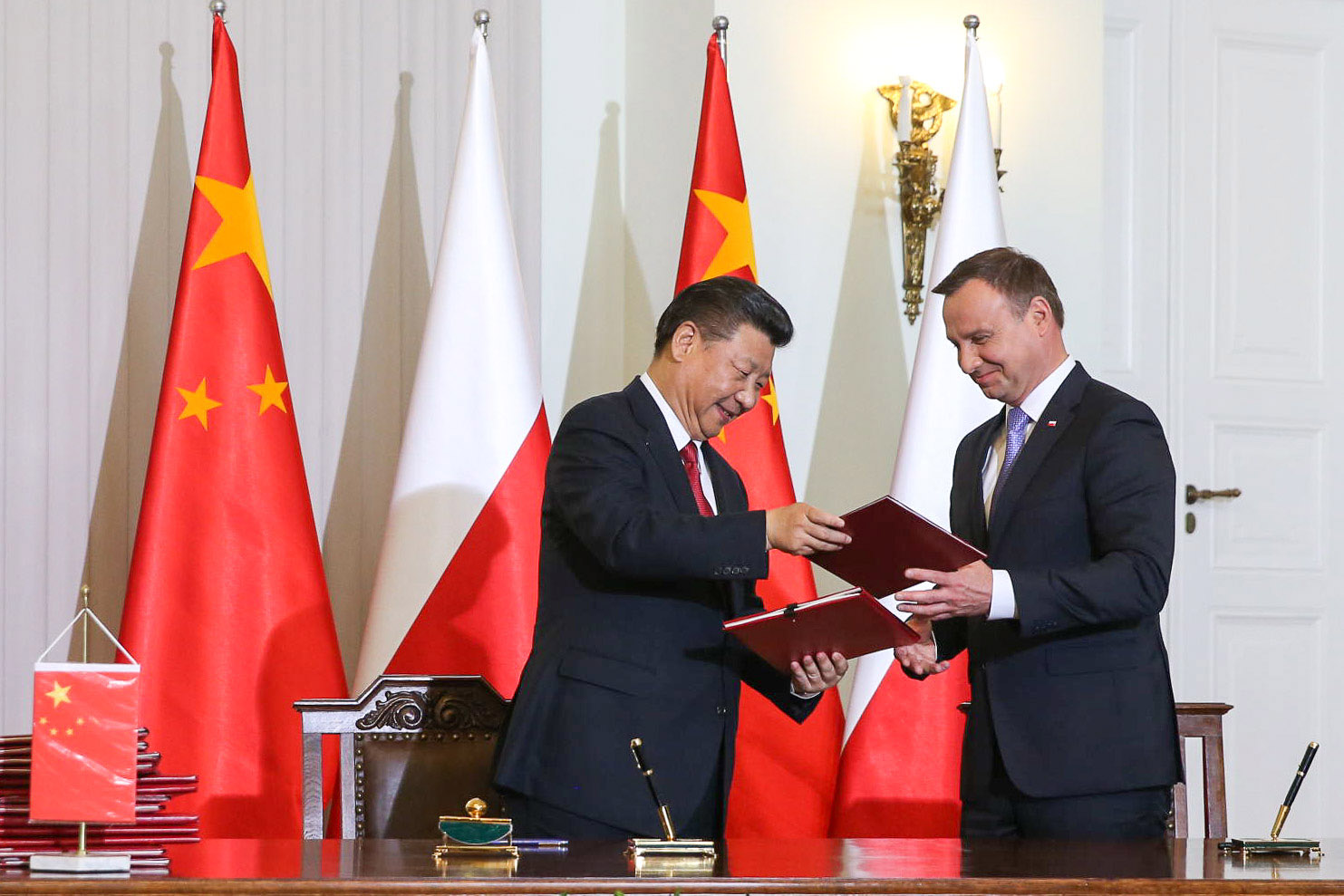
Duda và Tập Cận Bình ký 1 tuyên bố về quan hệ đối tác chiến lược, tháng 6 năm 2016

Duda và Tổng thống Croatia Kolinda Grabar-Kitarović là những người khởi xướng Sáng kiến Ba Biển.

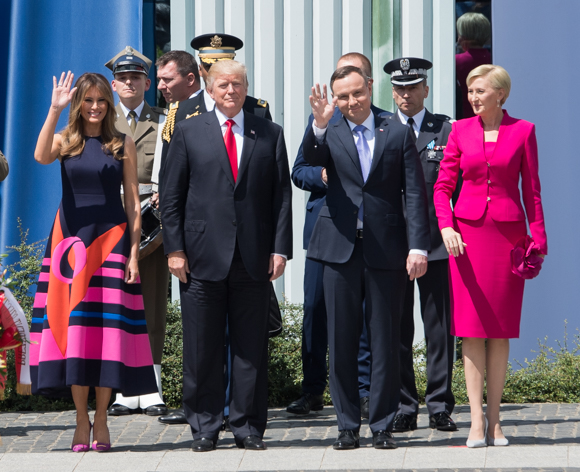
Duda và vợ ông Agata Kornhauser-Duda với Tổng thống Hoa Kỳ Donald Trump và bà Melania Trump tại Warsaw, tháng 7 năm 2017

Duda đã nhiều lần gặp gỡ Tổng bí thư Đảng Cộng sản Trung Quốc và nhà lãnh đạo Trung Quốc Tập Cận Bình, tuyên bố rằng "các công ty Ba Lan sẽ được hưởng lợi rất nhiều" từ Sáng kiến Vành đai và Con đường của Trung Quốc. Duda và Tập đã ký một tuyên bố về quan hệ đối tác chiến lược, trong đó họ nhắc lại rằng Ba Lan và Trung Quốc coi nhau là đối tác chiến lược lâu dài. Duda nói rằng ông hy vọng Ba Lan sẽ trở thành một cửa ngõ vào châu Âu cho Trung Quốc.
Vào tháng 9 năm 2017, tỷ lệ phê duyệt của ông là 71% và vào tháng 2 năm 2018, ở mức 72%, một kỷ lục chỉ vượt qua Aleksander Kwaśniewski, người có tỷ lệ phê duyệt vượt 75% từ năm 1995 đến 2005.

### Ân xá Mariusz Kamiński
Vào tháng 11 năm 2015, trên điều 139 của Hiến pháp Ba Lan, Duda đã ân xá cho cựu lãnh đạo Cục Chống tham nhũng Trung ương (CBA) Mariusz Kamiński và ba sĩ quan CBA bị tòa sơ thẩm kết án trong cái gọi là "Land Affair", đánh dấu sự ân xá đầu tiên được tổng thống cấp trước khi đạt được, một phán quyết cuối cùng. marking the first pardon granted by a president before reaching a final verdict. Theo ý kiến của một số luật sư (bao gồm giáo sư Jan Zimmermann - người quảng bá bằng tiến sĩ của Andrzej Duda, Leszek Kubicki - cựu Bộ trưởng Bộ Tư pháp và Andrzej Zoll - cựu chủ tịch Tòa án Hiến pháp), Duda đã vi phạm Hiến pháp Ba Lan với những thành kiến cá nhân.

### Khủng hoảng Hiến pháp
Andrzej Duda đã từ chối tuyên thệ trước bất kỳ ứng cử viên nào trong số năm ứng cử viên thẩm phán Tòa án Hiến pháp do Thượng nghị sĩ nhiệm kỳ VII lựa chọn. Ba trong số đó đã được chọn kể từ ngày 7 tháng 11 năm 2015, cuộc bầu cử được tuyên bố là hợp hiến. Vào ngày 3 và ngày 9 tháng 12 năm 2015, Duda tuyên thệ trước 5 ứng cử viên khác cho cùng một chức vụ do Thượng nghị sĩ nhiệm kỳ VIII lựa chọn.
Vào ngày 28 tháng 12 năm 2015, Duda đã ký dự luật của Tòa án Hiến pháp (được Thượng viện thông qua ngày 22 tháng 12 năm 2015), trong đó vi phạm rõ ràng Hiến pháp của Ba Lan theo ý kiến của Hội đồng Tư pháp Quốc gia Ba Lan, Tổng Công tố và Thanh tra Ba Lan.
Vào tháng 6 năm 2016, Duda bác bỏ việc bổ nhiệm 10 thẩm phán do Hội đồng Tư pháp Quốc gia Ba Lan lựa chọn trong khi thay thế phần lớn nội các.

### Tranh cãi về Đạo luật tưởng nhớ quốc gia
Vào tháng 2 năm 2018, Duda nói rằng ông sẽ ký thành luật Bản sửa đổi đối với Đạo luật về Viện tưởng niệm Quốc gia, khiến việc cáo buộc 'quốc gia Ba Lan' đồng lõa trong Holocaust và các hành động tàn bạo khác của Đức Quốc xã là bất hợp pháp, một biện pháp đã làm xáo trộn mối quan hệ với Israel, Thủ tướng Benjamin Netanyahu cáo buộc chính phủ Ba Lan về "phủ nhận Holocaust".

### Lập trường về quyền LGBT
Vào tháng 6 năm 2020, Duda nói rằng ông sẽ không cho phép các cặp đồng tính kết hôn hoặc nhận con nuôi, đồng thời mô tả phong trào LGBT là "một hệ tư tưởng ngoại lai" và so sánh nó với truyền thuyết ở Liên Xô. Ông cũng cam kết sẽ cấm giảng dạy LGBT trong trường học. Trước những bình luận của ông Duda, cựu Thủ tướng Bỉ Elio Di Rupo đã công khai yêu cầu Ủy ban châu Âu có phản ứng chính thức. Ngay sau những bình luận của mình, Duda đã mời ứng cử viên tổng thống Robert Biedroń (người đã yêu cầu gặp Tổng thống) và một nhà hoạt động LGBT, Bartosz Staszewski, đến Phủ Tổng thống, mặc dù Robert Biedroń cuối cùng đã không nhận lời và nói rằng ông sẽ không cho đến khi Tổng thống Duda xin lỗi.  Theo Staszewski, trong cuộc gặp gỡ của họ, Duda đã trích dẫn quyền tự do ngôn luận như một biện pháp bảo vệ cho những lời nói của anh ấy về "hệ tư tưởng LGBT".
Vào ngày 4 tháng 7 năm 2020, Duda đề xuất thay đổi hiến pháp để cấm các cặp đôi LGBT nhận con nuôi. Vào ngày 6 tháng 7 năm 2020, ông đã ký một văn bản với tổng thống dự thảo sửa đổi Hiến pháp Ba Lan.

### Đối ngoại

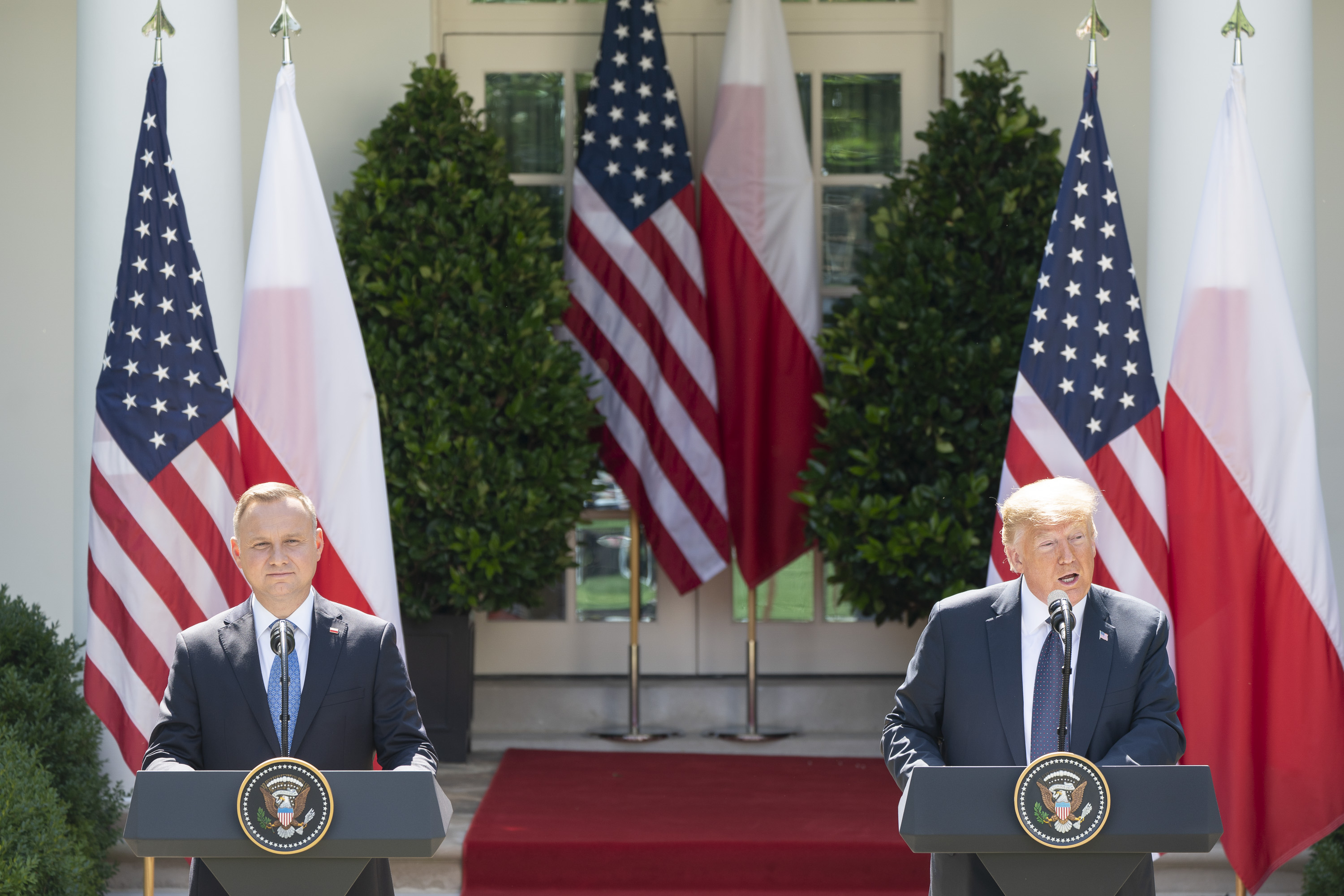
Duda là người đầu tiên thăm Nhà Trắng kể từ khi dịch COVID-19 bùng nổ, tháng 6 năm 2020

Vào ngày 4 tháng 11 năm 2015, trong cuộc gặp với Tổng thống Romania Klaus Iohannis tại Bucharest, Romania, cả hai nhà lãnh đạo đã thành lập Bucharest Nine, một tổ chức được thành lập do chủ nghĩa bành trướng của Nga đối với Ukraine. Có 9 thành viên, đó là Bulgaria, Cộng hòa Séc, Estonia, Hungary, Latvia, Litva và Slovakia, ngoài Ba Lan và Romania ra.

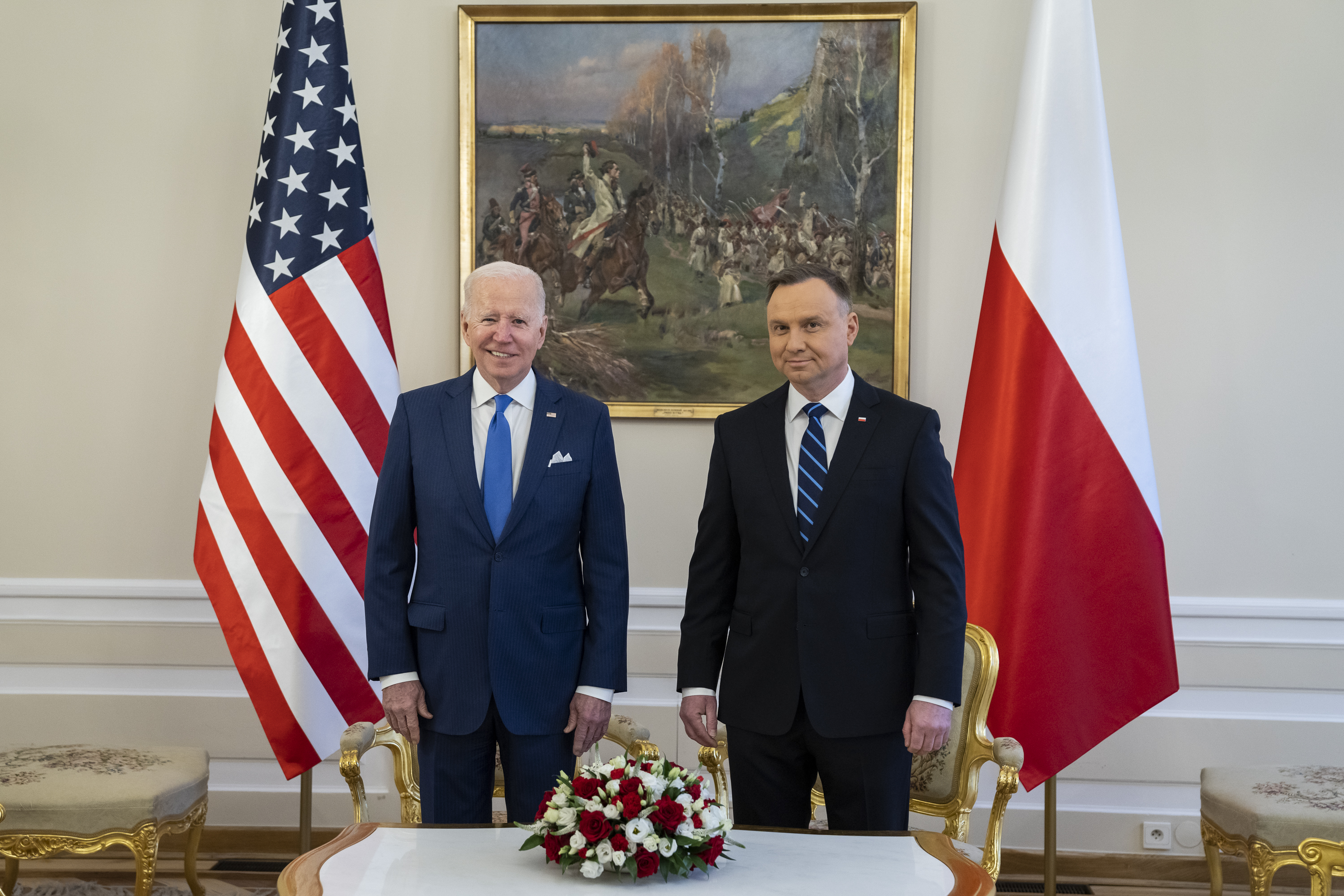
Duda với Joe Biden vào tháng 3 năm 2022

Năm 2017, Duda đã gặp Tổng thống Thổ Nhĩ Kỳ Recep Tayyip Erdoğan, trong đó ông ca ngợi phản ứng của Erdoğan đối với cuộc khủng hoảng tị nạn ở châu Âu. Ông Duda nhắc lại sự ủng hộ của Ba Lan đối với việc Thổ Nhĩ Kỳ được gia nhập Liên minh châu Âu. Duda tuyên bố rằng "Tôi hy vọng con đường của Thổ Nhĩ Kỳ và EU sẽ tiếp tục đi theo cùng một hướng và tư cách thành viên, thành viên đầy đủ của Thổ Nhĩ Kỳ trong EU, sẽ là kết quả cuối cùng của hướng đi chung này".
Vào tháng 5 năm 2019, Duda đã đến thăm Azerbaijan, ông đã gặp Tổng thống Ilham Aliyev. Ông nói rằng "khí đốt và dầu mỏ như nhau sẽ chảy ... từ Azerbaijan cũng đến Ba Lan. Chúng sẽ chảy qua Azerbaijan, nơi các hành lang giao thông hiện đang được xây dựng và sẽ cấu thành các yếu tố" của Sáng kiến Vành đai và Con đường của Trung Quốc.
Tổng thống Mỹ Donald Trump đã ca ngợi Duda, nói: "Ông ấy đang làm một công việc tuyệt vời" và hỗ trợ ông trong chiến dịch tranh cử Tổng thống tiếp theo hứa hẹn sẽ tạo ra "những thay đổi của Mỹ" trên khắp Ba Lan. Vào tháng 9 năm 2019, Trump và Duda đã đồng ý gửi 1.000 lính Mỹ đến Ba Lan.
Vào ngày 24 tháng 6 năm 2020, Trump nói trong một cuộc họp báo với Duda rằng Hoa Kỳ có kế hoạch chuyển một số quân đội Hoa Kỳ từ Đức đến Ba Lan. Trump nói rằng "Ba Lan là một trong số ít quốc gia đang thực hiện các nghĩa vụ của họ theo NATO - đặc biệt là nghĩa vụ tiền tệ - và họ đã hỏi chúng tôi liệu chúng tôi có gửi thêm một số binh sĩ hay không. Họ sẽ trả tiền cho điều đó."
Vào tháng 10 năm 2020, Duda bày tỏ quan ngại sâu sắc về sự leo thang của xung đột giữa Azerbaijan và Armenia trong khu vực tranh chấp Nagorno-Karabakh và kêu gọi cả hai bên "ngừng hoạt động quân sự và tham gia đối thoại".

## Đời sống cá nhân
Ông đã kết hôn với bà Agata Kornhauser, một giáo viên dạy tiếng Đức tại trường trung học Jan III Sobieski ở thành phố Kraków. Họ gặp nhau tại một bữa tiệc khi còn là học sinh trung học. Ông Duda và bà Kornhauser kết hôn vào ngày 21 tháng 12 năm 1994. Họ có một con gái, Kinga, sinh năm 1995. Tháng 9 năm 2020, Duda đã bổ nhiệm vợ mình làm cố vấn về các vấn đề xã hội. Bố vợ của Duda là ông Julian Kornhauser, một nhà văn, dịch giả và nhà phê bình văn học nổi tiếng.
Duda là một người ưa thích trượt tuyết. Ông từng tham gia Giải vô địch học thuật Ba Lan ở môn trượt tuyết đổ đèo khi còn là một sinh viên đại học.
Ông là một tín hữu Công giáo La Mã và từng nhiều lần tham gia các nghi lễ tôn giáo, bao gồm Thánh lễ lúc nửa đêm, ban phước cho đồ ăn vào Thứ Bảy Tuần Thánh, và Lễ Mình và Máu Thánh Chúa Kitô ở thành phố Kraków.